# Frischkleben
Frischkleben ist ein Verfahren beim Tischtennissport, durch das der Tischtennisschläger vor allem schneller, topspinfreudiger und lauter wird. Dabei werden spezielle Kleber, sogenannte Frischkleber (englisch: speed glue) verwendet.
Der Gummibelag des Schlägers wird erst kurz vor Spielbeginn auf das Schlägerholz geklebt. Den Kleber lässt man nur kurz „antrocknen“. Der Belag ist also „frisch“ – im Sinne von „gerade eben erst“ – geklebt.
Im Tischtennis-Freizeitsport hat das Frischkleben nie eine Rolle gespielt. Im Vereins- und Profisport ist diese Technik seit ihrer Erfindung Ende der 1970er-Jahre gleichermaßen beliebt wie umstritten und nach den Regeln des Welttischtennisverbandes ITTF seit 1. September 2008 nicht mehr erlaubt.
Als gleichbedeutende Bezeichnungen für dieses Verfahren sind auch „Kleben“ und in Österreich „Frischpicken“ oder kurz „Picken“ gebräuchlich.

## Begriffsdefinition
Im Regulativ der ITTF gibt es keine Definition des Begriffs Frischkleben. Daher kommt es bei der Auslegung des Regulativs häufig zu Missverständnissen. Im allgemeinen Sprachgebrauch der Tischtennisfachwelt bedeutet Frischkleben, dass der Belag erst kurz vor dem Spiel aufgeklebt und Kleber mit leicht flüchtigen Lösungsmitteln verwendet wird, weil nur unter diesen beiden Bedingungen der Frischklebeeffekt auftritt.
Die internationalen Tischtennis-Regeln besagen: „Kleber, die flüchtige organische Lösungsmittel enthalten, dürfen ab 1. September 2006 nicht mehr in der Spielhalle und ab 1. September 2007 überhaupt nicht mehr verwendet werden.“ Damit ist nach dem allgemeinen Verständnis der Fachwelt das Frischkleben für alle Mitglieder des ITTF verboten, da die für den Frischklebeeffekt erforderlichen Kleber verboten sind.

## Technik und Wirkung

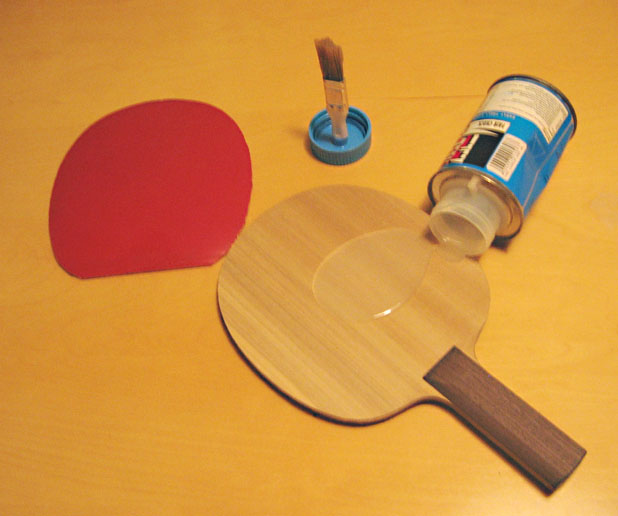
Frischkleber

Beim Frischkleben wird der Gummibelag des Schlägers mit Klebern, die leicht flüchtige Lösungsmittel enthalten, noch fast „nass“ und erst kurz vor Spielbeginn auf das Schlägerholz geklebt. Aufgrund der Flüchtigkeit der Lösungsmittel lässt der Effekt mit der Zeit nach und nach circa einer Stunde oder später (je nach Sensibilität des Spielers) muss neu geklebt werden. Der Kleber kann in einer oder mehreren Schichten aufgebracht werden. Früher hat man den Kleber häufig mit der bloßen Hand aufgetragen, später verwendete man unter anderem aufgrund der Gesundheitsbedenken meistens Pinsel oder verteilte den Kleber einfach mit dem Belag auf dem Schlägerholz. Um die Haltbarkeit des Schlägerholzes und die Dauer des Frischklebeeffektes zu verlängern, wird das Holz in der Regel lackiert.
Die Lösungsmittel des Klebers diffundieren durch den Schwamm und dringen in die Noppendecklage ein, die dadurch aufquillt und elastischer wird. Durch die größere Beweglichkeit der Decklage auf der aufgequollenen Schaumgummiunterlage kommt es bei tangentialem Ballkontakt (Topspin) zu einer Materialverspannung. Diese Spannungsenergie wandelt sich bei fortschreitendem Ballkontakt in zusätzliche Rotationsenergie und somit zusätzlichen Drall um. Entscheidend ist hierbei, wie stark der Belag bei Trennung der kraftschlüssigen Verbindung zwischen ihm und dem Ball noch gespannt ist.
Messungen an fest eingespannten Schlägern ergaben, dass der Unterschied zwischen einem frischgeklebten und einem nicht frischgeklebten Belag in etwa dem Unterschied zwischen einem 2,1 mm dicken Belag (Schwammstärke) und einem 1,3 mm dicken Belag entspricht. Die messbare Erhöhung der Ballrotation beträgt je nach Belag 10–70 Prozent, die Erhöhung der Ballgeschwindigkeit kaum mehr als 5 Prozent. Besonders bei Topspinschlägen bewirkt das Verfahren einen charakteristischen (hohlen bis gläsernen) Klang, der oft als „Klick“-geräusch bezeichnet wird. Das Geräusch beim Schlagen des Balles ist außerdem lauter als mit nicht frischgeklebten Belägen. Dem Ritual des Klebens und der Lautstärke des Schlägers aufgrund des Frischklebens werden auch subjektive psychologische Wirkungen auf den Spieler zugesprochen.

## Nachteile für den Spieler
Unter dem Frischklebeverfahren leiden neben der Ballsicherheit, insbesondere bei der Service-Annahme und bei langsam geschlagenen Bällen, vor allem die Haltbarkeit des Belags und des Holzes. Schwierigkeiten entstehen auch dadurch, dass der Frischklebeeffekt mit der Zeit abnimmt und nach ein paar Stunden fast verschwunden ist. Zusätzlich bereiten die Dosierung des Klebers und der Zeitpunkt, zu dem der Belag aufgeklebt wird (mit dem Faktor „Antrocknungsdauer des Klebers“), mitunter erhebliche Probleme, da der Schlägerbelag bei unterschiedlicher Dosierung und Antrocknungsdauer unterschiedlich schnell und spinelastisch ist. Außerdem können die vermuteten gesundheitlichen Probleme als Nachteil für den Spieler angesehen werden.

## Gesundheit
Beim Frischkleben wird regelmäßig mit lösungsmittelhaltigen organischen Klebstoffen hantiert. Die vor allem in den 1980er Jahren verwendeten Lösungsmittel wie Trichlorethylen, Benzol und andere aromatische Kohlenwasserstoffe wurden bei Belagsklebern verboten. Trotzdem werden die Themen Klebstoffschnüffeln, das damit in Zusammenhang stehende Suchtpotential und häufiger Hautkontakt mit den Klebstoffen (beim Auftragen der Kleber) als gesundheitsrelevant angesehen.
Die Gesundheitsproblematik ist einer der Gründe, die zum Verbot des Frischklebens geführt haben.

## Geschichte
Als „Erfinder“ und erster Anwender der Frischklebetechnik wird in der Tischtennisszene der ungarische Weltmeister Tibor Klampár angesehen. Klampár versuchte, seine Entdeckung vorerst für sich zu behalten. Angeblich wurde er eines Tages (im Zeitraum 1977/1978) dabei ertappt, wie er vor seinen Spielen auf der Toilette seine Beläge immer wieder neu aufgeklebt hat. Klampár verwendete nicht herkömmlichen Belagskleber, sondern Reifenkleber für Fahrräder oder Autos, der besonders viel Lösungsmittel enthält. In Europa wurde diese Technik bald publik und beliebt.
Auf internationaler Ebene wurde das Frischkleben Anfang der 1980er Jahre eingeführt. Bei der Europameisterschaft 1982 war das Klickgeräusch frischgeklebter Beläge bereits regelmäßig zu hören. Pioniere waren die damaligen Weltklassetischtennisspieler wie zum Beispiel die Ungarn Klampár und István Jónyer, der Schwede Mikael Appelgren und der Jugoslawe Dragutin Šurbek. Das Frischkleben wurde richtiggehend zelebriert, es stimmte auf das bevorstehende Spiel ein.
Das Frischkleben hat den Tischtennissport einschneidend verändert. Die Schlagtechnik wurde unter Berücksichtigung des speziellen Effekts umgestellt. Die Geschwindigkeit der Schlagbewegung konnte dadurch noch effektiver in Topspin verwandelt werden und machte bei Spitzenspielern bis zu 5000 Ballumdrehungen/min möglich. Beinarbeit und Schlägerhaltung erhielten zentrale Bedeutung. Das Spieltempo konnte durch den stärkeren Drall des Balles enorm erhöht werden (Magnus-Effekt/Kraft/Beschleunigung). Eröffnungstopspinschläge führten immer öfter zum direkten Punktgewinn. Spieltechnik und Taktik traten gegenüber der Athletik in den Hintergrund und prägten den Begriff vom „Powertischtennis“.
Mit der Zeit wurde die Frischklebetechnik verbessert. Die Industrie brachte eigene, stetig verbesserte Beläge und Kleber auf den Markt. Es wurden Spezialbeläge entwickelt, die erst durch das Kleben schnell und spinfreudig wurden, teilweise mit schon eingebautem Frischklebeeffekt, der durch zusätzliches Kleben noch gesteigert werden konnte. Viele Spieler „verbesserten“ illegal den Frischklebeeffekt, indem sie den Kleber mit Benzin vermischten und damit den Lösungsmittelanteil noch weiter erhöhten.
1989 konnte die schwedische Herren-Nationalmannschaft die Jahrzehnte andauernde Dominanz der asiatischen Tischtennisspieler überwinden und wurde Weltmeister im Teambewerb der Herren. Das Frischklebeverfahren hatte einigen Anteil am Umstand, dass die Europäer im internationalen Vergleich so aufholen konnten, weil die erheblich stärkere Rotation des Balles das tischnahe, schnelle Konterspiel der Asiaten fast unmöglich machte. Auch die farbliche Kennzeichnungspflicht unterschiedlicher Beläge sorgte für den Siegeszug des Topspinspiels, da vor allem die chinesischen „Offensiv-Abwehrer“ regelrecht „von der Platte geschmettert“ wurden. Eine Folge der schwedischen Siege bei den Weltmeisterschaften zwischen 1989 und 1993 war, dass nun auch asiatische Tischtennisspieler verstärkt die Frischklebetechnik anwandten und zudem immer mehr Asiaten von der Penholder- zur Shakehand-Schlägerhaltung übergingen, da das tischferne Topspinspiel vor allem auf der Rückhandseite nur mit der Shakehandhaltung möglich ist. Allerdings hatten die zu dieser Zeit in China am weitesten verbreiteten Beläge (vor allem „Friendship-729“ und „Double Happiness PF-4“) harte, unelastische Schwammunter- und oberlagen, die mit oder ohne Frischkleben aufgrund der fehlenden Verspannung der Lagen nur wenig Spin erzeugten.
Vom Ende der 1980er Jahre bis Mitte des Jahres 2008 klebten fast alle Weltklasse-Tischtennisangriffspieler und selbst die chinesischen Defensivspieler klebten zumindest ihre Schläger-Vorhandseite, auf der sie ein Offensivspiel mit offensiven Backsidebelägen praktizierten. Auch in den unteren Klassen und bei Jugendlichen wurde das Kleben der Vorhandseite für Angriffsspieler zum Normalfall.
Insbesondere im Bereich des Kinder- und Jugendsports hatte das Frischkleben immer einen etwas negativen Ruf, da die verwendeten Lösungsmittel Giftigkeit und Suchtpotential besaßen. Ein Verbot wurde von Anfang an diskutiert und vom ITTF auch ab 1. Januar 1993 vorgeschlagen. Ziemlich schnell wurde das Kleben nur mehr in eigens dafür vorgesehenen Räumen zugelassen. Zudem wurden auch bestimmte (speziell aromatische) Lösungsmittel verboten. Das Frischklebeverbot konnte 1993 allerdings nicht durchgesetzt werden und wurde noch im selben Jahr wieder aufgeweicht, indem das Frischkleben mit zugelassenen Klebeprodukten wieder gestattet wurde. Außerdem blieb die Kontrolle der Frischkleberegeln vor allem im Breitensport ein ungelöstes Problem, sodass die Restriktionen großteils nur auf dem Papier bestanden.
Dennoch zeigten die Regeln im Hinblick auf das Frischkleben gelegentlich Wirkung. So wurde der Südkoreaner Kim Taek-soo nach seinem Viertelfinalsieg bei der Tischtennisweltmeisterschaft 1995 disqualifiziert, weil eine Prüfung seines Schlägers ergab, er habe beim Frischkleben verbotene Substanzen verwendet.
Vom Tischtennis-Weltverband ITTF wurde das Frischkleben hauptsächlich wegen der gesundheitlichen Aspekte immer mehr als Problem gesehen. Er verschärfte daher noch einmal die Regeln, indem er mit Wirkung ab 1. September 2006 ein Verbot des Frischklebens in umschlossenen Räumen beschloss. Das Verbot wurde aber wegen der Olympischen Spiele 2008 abermals verschoben. Mit den bevorstehenden Beschränkungen versuchten auch Weltklassespieler, wie der Österreicher Werner Schlager bei einem Freundschaftsspiel gegen das deutsche Nationalteam im Jahr 2007, wieder ohne Frischkleber auszukommen. Die Industrie reagierte auf die bevorstehenden Einschränkungen, indem sie neue Entwicklungen vorantrieb und seit 2005 Beläge mit eingebautem Frischklebeeffekt anbietet.
Seit 1. September 2008 ist das Frischkleben mit Klebstoffen, die einen bestimmten Dampfdruck (Flüchtigkeit bzw. Tendenz zum Übergang von der flüssigen Phase in die Gasphase) überschreiten, bei Wettkämpfen nicht mehr erlaubt. Als Folge davon wurde das Spiel ein wenig langsamer und es wurde die Erzeugung der Rotation ein wenig gebremst, was zum Teil längere Ballwechsel zur Folge hatte.

## Entwicklungen nach dem Verbot des Frischklebens
Die neueste Entwicklung ist das sogenannte Tuning der Tischtennisbeläge. Dabei wird der Schlägerbelag mit einem Tuningprodukt behandelt. Nach einiger Zeit wird der Belag mit einem Kleber, der keine verbotenen Lösungsmittel enthält, auf das Holz geklebt. Der Klang des Schlägers beim Schlagen und das Spielgefühl sind ähnlich wie beim Frischkleben. Der Tuningeffekt hält mit zwei bis vier Wochen erheblich länger an als der Frischklebeeffekt. Allerdings wurde auch dieses Verfahren von der ITTF im Jahr 2008 bereits verboten, da in einigen Tuningprodukten gesundheitsschädliche Substanzen gefunden wurden, und das Tuning außerdem eine illegale Nachbehandlung des Belages ist.
Derzeit bleiben daher als einzige Alternative zum Frischkleben die von den Herstellern „mit eingebauten Frischklebeeffekt“ angebotenen Schlägerbeläge. Die fertigen Schläger dürfen von der ITTF festgelegte Grenzwerte an flüchtigen organischen Substanzen (gemessen mit dem Gerät MiniRAE Lite von RAE Systems) nicht überschreiten. Derzeit beträgt der Grenzwert 3 ppm.
Dass durch die Verbote von Frischkleben und Tuning eine Verlangsamung des Spiels erreicht wird, ist allerdings nicht anzunehmen, da dieser Effekt auch durch neue Kautschukmischungen erreicht werden kann und sich die Schlagtechnik ständig weiterentwickelt.